# Howard Hughes
Howard Robard Hughes, Jr., född 24 december 1905 i Houston i Texas, död 5 april 1976 ombord på ett flygplan ovanför Texas, var en amerikansk filmproducent, flygare, flygplanstillverkare och industriledare.

## Biografi
Howard Hughes var enda barnet till Howard Robard Hughes, Sr. (död 1924) och Allene Gano (död 1922). Howard Hughes, Sr. byggde upp en förmögenhet som tillverkare och licensgivare av sin patenterade dubbla koniska rullborrkrona som gjorde det möjligt att borra efter olja i tidigare otillgängliga bergarter. Med patentet som bas, grundade han Hughes Tool Company år 1909.
Howard Hughes Jr. drabbades i ungdomen av en sjukdom, som ledde till nedsatt hörsel. Hughes ärvde hus och mark till ett värde av en miljon dollar som han fick disponera, men företaget Hughes Tool ställdes under tvångsförvaltning. År 1925 inledde han en rättsprocess för att återfå kontrollen av företaget. Han vann vid domstolsförhandlingarna och kunde bli vd trots att han inte fyllt lagstadgade 21 år. Företaget byggde reservdelar för petroleumbolagen och det tog inte lång tid förrän branschen fullkomligt exploderande då var man kunde köpa sin egen bil, se Ford Model T. Det hela bidrog till att skapa Hughes en enorm förmögenhet.
I slutet av 1920-talet ville Hughes ägna sig åt film och han producerade och regisserade ett 50-tal filmer. Mest känd blev filmen Rymdens demoner (1930), som beskrev en romantisk syn av första världskrigets luftstrider. Filmen tog tre år att spela in och kostade 3,9 miljoner dollar samt tre människoliv. Under tiden filmen producerades, passade Hughes själv på att lära sig flyga.
Under tidigt 1930-tal grundade han Hughes Aircraft Company. Företagets första producerade flygplan blev H-1 Racer som var specialkonstruerat för hastighets- och distansrekord. Hughes satte själv ett stort antal rekord med flygplanet i mitten av 1930-talet.
År 1938 slog han ännu ett rekord genom att i juli flyga jorden runt på 3 dagar, 19 timmar och 17 minuter. Han hyllades vid hemkomsten med en storslagen parad. År 1939 blev han huvudägare till flygbolaget Transcontinental and Western Air Inc (TWA). År 1950 ändrades namnet till Trans World Airlines. Flygbolaget beställde som första operatör flera Lockheed L-049 Constellation. När första flygplanet levererades år 1944, då målades flygplanet i TWA:s färger, och Hughes flög sedan själv utan mellanlandning över kontinenten på strax under sju timmar och slog därmed det tidigare hastighetsrekordet.

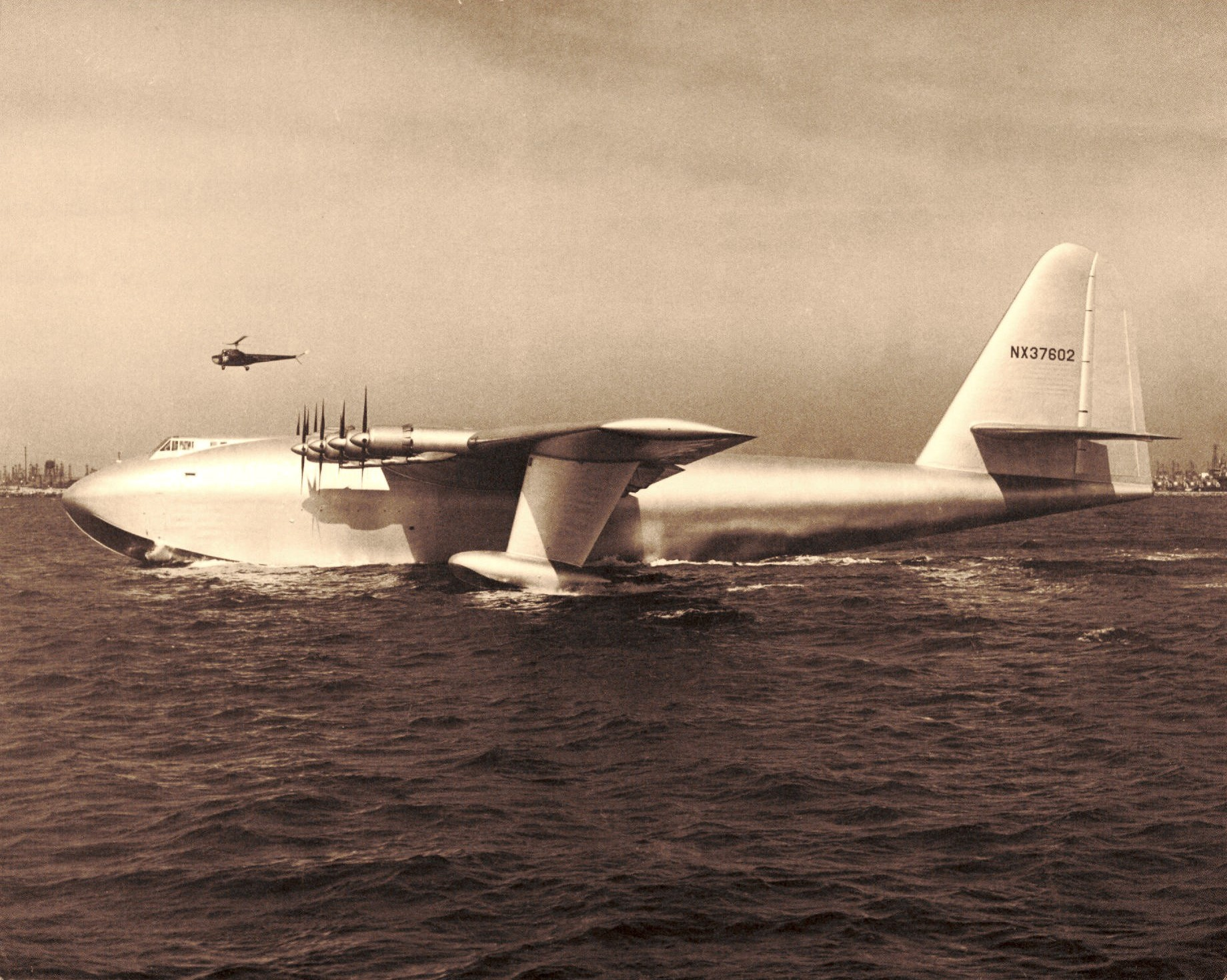
Hughes H-4 Hercules.

Under andra världskriget tillfrågades Hughes om det var möjligt att tillverka ett flygplan, som kunde transportera trupp och material till Europa då de tyska ubåtarna i Atlanten gjorde att många konvojfartyg sjönk. Lösningen som Hughes presenterade var Hughes H-4 Hercules, en flygbåt tillverkad av trä och med åtta motorer. När flygplanet var klart för provflygning år 1947, då var kriget över, och amerikanska försvaret var inte längre i behov av flygplanet, utan ville bryta kontraktet. Det fanns även en misstanke om att flygplanet på grund av sin storlek inte skulle kunna flyga. För att bevisa att flygplanet fungerade, genomförde Hughes provflygningen ensam den 2 november 1947. Planet flög knappt 70 sekunder rakt fram över Long Beach. Efter flygningen bestämde Hughes att inga andra skulle få flyga med flygplanet. Flygplanet förvarades i en väl bevakad hangar i 25 år. Hösten år 1992 skeppades planet i delar till Evergreen Aviation & Space Museum i McMinnville, Oregon, dit det anlände i februari år 1993 och restaurerades i flera år.
I slutet av 1940-talet riktades hans intresse mot helikoptrar och han köpte tillverkningsrätten av Kelletts XH-17 Sky Crane. Helikopterdivisionen inom Hughes Aircraft utvecklade en lättare helikopter och blev huvudleverantör till den amerikanska armén, och de köpte 1 434 helikoptrar av modellen OH-6A av Hughes helikopterföretag Toolco Aircraft Division fram till 1970.
År 1948 skaffade han sig kontrollen över filmbolaget RKO Pictures, där hans sätt att leda företaget ledde till att många anställda, både skådespelare, regissörer och teknisk personal, lämnade bolaget.
År 1953 grundade han Howard Hughes Medical Institute som bedriver avancerad forskning inom biomedicin. År 1958 gav han sin sista offentliga intervju och drog sig därefter bort från det offentliga livet och undvek helt massmedia. Trots att han själv hade havererat fyra gånger medan han testat nya flygplanstyper och överlevt, dog han i ett flygplan 5 april 1976 – dock som passagerare, när han var på väg till USA för att erhålla läkarvård för njursvikt.

## Filmografi
Som regissör
- 1930 – Rymdens demoner
- 1943 – Den laglöse

Som manusförfattare
- 1951 – Dödligt lik (först totalförbjuden i Sverige, därefter premiär 1965)

Som producent (urval)
- 1926 – Swell Hogan
- 1927 – Tusen och ett skratt
- 1930 – Rymdens demoner
- 1931 – Det stora reportaget
- 1943 – Den laglöse
- 1943 – Behind the Rising Sun
- 1950 – Vendetta
- 1951 – Attack i luften
- 1951 – Biljett till Broadway
- 1955 – Havets byte
- 1956 – Erövraren
- 1957 – Det finns inga gränser

## Howard Hughes i populärkulturen
- I James Ellroys roman En amerikansk myt (1995, American Tabloid), figurerar Hughes som konspiratör och anstiftare av mordet på John F. Kennedy.
- 2004 kom filmen The Aviator, en biografisk film om Hughes, regisserad av Martin Scorsese och med Leonardo DiCaprio i huvudrollen.
- 2006 kom filmen The Hoax, med Richard Gere i huvudrollen. Filmen bygger på en sann historia om en man som givit ut en bok om Hughes.
- 2016 kom filmen "Rules Don't apply" med Warren Beatty som Howard Hughes och regissör.